# Grays Point
Grays Point är en förort till Sydney i Australien. Den ligger i kommunen Sutherland Shire och delstaten New South Wales, i den sydöstra delen av landet, omkring 25 kilometer sydväst om centrala Sydney. Antalet invånare är 2 831.